# Anisopodus bellus
Anisopodus bellus är en skalbaggsart som beskrevs av Martins och Monné 1974. Anisopodus bellus ingår i släktet Anisopodus och familjen långhorningar. Inga underarter finns listade i Catalogue of Life.